# Zellberg
Zellberg è un comune austriaco di 651 abitanti nel distretto di Schwaz, in Tirolo.